# Nephodia illota
Nephodia illota är en fjärilsart som beskrevs av Paul Dognin 1921. Nephodia illota ingår i släktet Nephodia och familjen mätare. Inga underarter finns listade i Catalogue of Life.